# Sildenafil
Sildenafil (merknaam Viagra) is een medicijn dat onder andere de erectie bij mannen stimuleert. Het is ontwikkeld door de fabrikant Pfizer.
Oorspronkelijk werd Sildenafil ontwikkeld om angina pectoris te behandelen. Tijdens de klinische tests bleek echter dat het een stimulerend effect had op de erectie. In 1996 werd het medicijn gepatenteerd en in 1998 werd het door de FDA als erectiemiddel toegelaten op de Amerikaanse markt. Sildenafil werd een enorm succes. Het middel zelf wordt verkocht als Viagra (erectiemiddel) en Revatio (voor pulmonale arteriële hypertensie). Beide middelen zijn enkel op doktersrecept te verkrijgen. De jaarlijkse omzet van Viagra is meer dan 1 miljard dollar.

## Pulmonale arteriële hypertensie
Sildenafil is in staat om bij pulmonale arteriële hypertensie de bloeddruk van de longcirculatie omlaag te brengen. Een verhoogde bloeddruk aldaar is een levensbedreigende aandoening, die tot voor kort werd behandeld met ambrisentan en bosentan, competitieve endotheline-receptor-antagonisten (ERA's) of met epoprostenol, het natuurlijk prostaglandine PGI2 (prostacycline). Voorheen was er geen behandeling mogelijk en was een longtransplantatie het enige redmiddel. Nu zijn er verschillende medicijnen, waaronder sildenafil. Sildenafil is voor deze indicatie Europees in de handel gebracht onder de merknaam Revatio. Onder bergbeklimmers wordt het middel als niet-geregistreerd gebruik met succes gebruikt tegen hoogteziekte.

## Gebruik bij SSRI-geïnduceerde anorgasmie
Sildenafil wordt ook gebruikt voor het behandelen van vrouwen die lijden aan SSRI-geïnduceerd anorgasmie.

## Bijwerkingen
Plotseling gehoorverlies is een mogelijke bijwerking van Viagra en andere potentieverhogende middelen, zoals vardenafil, tadalafil of avanafil. Of het gebruik van erectiepillen daadwerkelijk gehoorschade veroorzaakt, moet nader worden onderzocht.
Een serieuze bijwerking is de verdubbeling van de kans op melanoom, een dodelijke vorm van huidkanker. Omdat sildenafil voornamelijk door mannen wordt gebruikt, kwam deze bijwerking aan het licht in de toename van de man/vrouwverdeling van melanoom.
Overige, mogelijke bijwerkingen zijn: hoofdpijn, maag-/darmklachten zoals diarree en een verstoorde spijsvertering. Zeer zelden kan het voorkomen dat men last krijgt van rugpijn en/of spierpijn, duizeligheid of een bloedneus.
Gebruik van sildenafil in combinatie met autorijden is normaliter niet gevaarlijk. Gebruik in combinatie met alcohol wordt afgeraden. Middelen met sildenafil dienen niet door een vrouw gebruikt te worden vlak voor of tijdens een zwangerschap.

## Interacties
Comedicatie met nitraten is gecontraïndiceerd vanwege potentiëring van het hypotensieve effect.
Gelijktijdig gebruik met sterke CYP3A4-remmers, zoals ritonavir (HIV-proteaseremmer) en itraconazol, is bij de indicatie pulmonale hypertensie gecontraïndiceerd in verband met een exceptionele stijging van de sildenafilplasmaspiegel, die lang kan aanhouden. Bij de indicatie erectiele disfunctie wordt combinatie met ritonavir ontraden.
Combinatie met sterke CYP3A4-inductoren zoals carbamazepine, fenytoïne, fenobarbital, sint-janskruid en rifampicine kunnen door versnelling van de uitscheiding van sildenafil de werkzaamheid verminderen.
Co-medicatie met bloeddrukverlagende middelen kan een additionele bloeddrukverlaging geven.
Vanwege onvoldoende gegevens is voorzichtigheid geboden bij het combineren met andere geneesmiddelen tegen pulmonale arteriële hypertensie. Met de combinatie sildenafil/epoprostenol is meer ervaring opgedaan. Bosentan is een matige CYP3A4- en CYP2C9-inductor en kan daarmee de blootstelling aan sildenafil verlagen.

## Patentverloop
Sinds 21 juni 2013 is het patent van Viagra (sildenafil) vervallen en ondertussen is het generieke middel ongeveer 50% goedkoper op de markt gekomen. Het patent heeft 17 jaar stand gehouden in Nederland. 

## Namaak
Sildenafil is ook wereldwijd zeer bekend geworden, vooral omdat het product en (onwerkzame, maar zeker niet altijd onschuldige) imitaties veelvuldig via spam op het internet worden aangeboden. Uit onderzoek van het RIVM blijkt dat ten minste 60% van het gebruikte sildenafil in Nederland (2013) afkomstig is uit illegale handel.